# کونسولیدیت او-۱۷
کونسولیدیت او-۱۷ (به انگلیسی: Consolidated_O-17_Courier) یک هواگرد ملخ‌پیشین تک‌موتوره از نوع شناسایی ساخت شرکت Consolidated Aircraft Company است. هواگرد کونسولیدیت او-۱۷ نخستین پروازش را در آوریل ۱۹۲۷ میلادی انجام داد. در مجموع، تعداد ۳۵ فروند از این هواگرد ساخته شده‌است.